# Thomas Sing (Spieleautor)
Thomas Sing (geboren 1961) ist ein deutscher Spieleautor, der seit 2011 Spiele entwickelt. Sein im Jahr 2019 bei Kosmos erschienenes Kartenspiel Die Crew reist gemeinsam zum 9. Planeten wurde 2020 mit zahlreichen Preisen ausgezeichnet, darunter mit dem Deutschen Spielepreis und der Auszeichnung Kennerspiel des Jahres.

## Biografie
Thomas Sing studierte Volkswirtschaft und schloss sein Studium als Diplom-Volkswirt ab. In seiner Schulzeit war er Weltrekordhalter im „Mensch-Ärgere-Dich-Nicht“-Dauerspielen mit mehr als 100 Stunden Spielzeit und wurde in das Guinness Buch der Rekorde aufgenommen. 2010 gründete er zusammen mit Ralph-Peter Gebhardt den Lupun-Verlag, in dem sie Rätsel unter dem Titel Miss Lupun veröffentlichten. 2011 veröffentlichte der Verlag Winning Moves ihr Brettspiel Miss Lupun und das Geheimnis der Zahlen, das 2012 in die Empfehlungsliste zum Spiel des Jahres aufgenommen wurde. Im folgenden Jahr erschien das Strategiespiel Tackle, Duell der Strategen bei der Süddeutschen Zeitung und 2014 veröffentlichte die Zeitung zudem das Kinder-Rätselbuch Miss Lupun – 50 Rätsel für clevere Kinder. Entdecke das Geheimnis hinter der Zahl.
2016 erschien bei Ravensburger das Würfelspiel Kribbeln, das international auch als Color’Yam vermarktet wurde. Der Verlag Huch & Friends veröffentlichte im gleichen Jahr das Solitärspiel Prof. Marbles. Sings Spiel Die Crew reist gemeinsam zum 9. Planeten wurde 2019 vom Kosmos-Verlag verlegt und ist mit mehreren Preisen ausgezeichnet worden, darunter 2020 dem Jurypreis Kennerspiel des Jahres 2020, dem deutschen Spielepreis, dem Beeple Award und dem österreichischen Spielepreis „Spielehit mit Freunden“. 2021 erschien bei HABA die Spielserie The Key, aus der das Spiel The Key – Sabotage im Lucky Lama Land erneut in die Empfehlungsliste zum Spiel des Jahres aufgenommen wurde.
Sing lebt in Konstanz, wo er seit 2015 mit einem Partner einen Kiosk betreibt.

## Ludografie
- 2011: Miss Lupun und das Geheimnis der Zahlen (Winning Moves, mit Ralf-Peter Gebhardt)
- 2014: Tackle: Duell der Strategen (Süddeutscher Zeitungsverlag)
- 2016: Kribbeln (Ravensburger)
- 2017: Professor Marbles (Huch & Friends)
- 2019: Die Crew reist gemeinsam zum 9. Planeten (Kosmos)
- 2020: The Key – Raub in der Cliffrock Villa (Haba)
- 2020: The Key – Mord im Oakdale Club (Haba)
- 2020: The Key – Sabotage im Lucky Lama Land (Haba)
- 2021: Selfie Fox (Ravensburger)
- 2021: Die Crew: Mission Tiefsee (Kosmos)
- 2022: The Key: Einbruch im Royal Star Casino (Haba)
- 2022: The Key: Flucht aus Strongwall Prison (Haba)
- 2022: Circles (Huch!)

## Auszeichnungen
- Kennerspiel des Jahres
  - Die Crew reist gemeinsam zum 9. Planeten: Gewinner 2020
- Spiel des Jahres
  - Miss Lupun und das Geheimnis der Zahlen: Empfehlungsliste 2012
  - The Key – Sabotage im Lucky Lama Land: Empfehlungsliste 2021
- Deutscher Spielepreis
  - Die Crew reist gemeinsam zum 9. Planeten: Gewinner 2020
- Österreichischer Spielepreis
  - Die Crew reist gemeinsam zum 9. Planeten: Spiele Hit mit Freunden 2020
- Niederländischer Spielepreis
  - Die Crew reist gemeinsam zum 9. Planeten: Gewinner Kennerspiel 2020
- À-la-carte-Kartenspielpreis
  - Die Crew reist gemeinsam zum 9. Planeten: Gewinner 2020

## Belege
1. 1 2 3  
Redaktion: Spiele finden ihn: „Die Crew“-Autor Thomas Sing. In: Spiel des Jahres. 26. November 2020, abgerufen am 28. Oktober 2022 (deutsch).
2. 1 2 3  
Thomas Sing. In: Smart Cookie Games. Abgerufen am 28. Oktober 2022 (deutsch).
3. 1 2 3 4 5  
Thomas Sing | Board Game Designer | BoardGameGeek. Abgerufen am 28. Oktober 2022 (amerikanisches Englisch).

| Personendaten    | Personendaten         |
| ---------------- | --------------------- |
| NAME             | Sing, Thomas          |
| KURZBESCHREIBUNG | deutscher Spieleautor |
| GEBURTSDATUM     | 1961                  |